# 谷合村
谷合村（たにあいむら）は、かつて岐阜県山県郡にあった村である。
村名は武儀川と神崎川が合流する(谷が合う)ことから。
合併で美山村（1964年に町制施行し美山町）となった後、現在は山県市の一部に該当する。武儀川、およびその支流の神崎川流域の村であった。

## 歴史
- 江戸時代末期、この地域は美濃国山県郡であり、岩村藩領であった。
- 1889年（明治22年）7月1日 - 町村制により成立。
- 1955年（昭和30年）4月1日 - 山県郡富波村、葛原村、北山村、北武芸村、西武芸村および武儀郡乾村と合併し美山村が発足。同日谷合村廃止。

## 教育
- 谷合村立谷合小学校 （2001年に葛原小学校、北武芸小学校と統合。現・山県市立いわ桜小学校）
- 谷合村立谷合中学校 （1962年に葛原中学校、北武芸中学校を統合し、美山北中学校[1]）

## 神社
- 天鷹神社